# Сонган
Сонган — уезд (кун) в центральной провинции Чагандо Северной Кореи. Сонган граничит с уездами Ранним на востоке, Вивон на западе, Канге на севере, Чхончон и Рённим на юге. Уезд был создан в 1952 году из частей уездов Чхончон и Чанган в рамках общей реорганизации местного самоуправления.
Сонган расположен в горах Нанрим. Самой высокой точкой является гора Мэнбусан высотой 2214 м над уровнем моря. 92 % площади уезда занимают лесные массивы.
Сонган пересекает железная дорога. По автомобильной дороге Сонган также связан с городом Канге и Пхеньяном. Есть пищевая и лесозаготовительная промышленность. Выращивается зерно, кукуруза, пшеница, просо, разводят крупный рогатый скот и шелковичных червей.